# Bondi Junction
Cet article possède un paronyme, voir Bondi.
Bondi Junction est un quartier situé dans la zone d'administration locale de Waverley, dont il est le siège, dans l'État de Nouvelle-Galles du Sud en Australie.

## Géographie
Bondi Junction s'étend sur 0,8 km2 dans la banlieue est de Sydney, à 6 km à l'est du quartier central des affaires et est traversée par la célèbre Oxford Street.

## Démographie
| 2001  | 2006  | 2011  | 2016  | 2021   |
| ----- | ----- | ----- | ----- | ------ |
| 7 639 | 8 000 | 8 660 | 9 445 | 10 361 |